# Over (cricket)
De over is een cricketterm om een groep te bowlen (gooien) ballen aan te duiden. Een over bestaat tegenwoordig uit zes ballen die worden gebowld (gegooid). Een over wordt gebowld door één bowler. In gevallen dat de speler de over niet kan afmaken, bijvoorbeeld door blessures, kan de umpire beslissen de over door een andere speler te laten uitbowlen. Wides en no-balls tellen niet mee voor de zes ballen die worden gebowld.
Aan het einde van iedere over zal een andere bowler vanaf het andere uiteinde van de pitch gaan bowlen. Ook de fielders veranderen dan van positie, vaak de positie recht tegenover de positie waar ze stonden. Omdat er dus ook aan de andere kant van de pitch wordt gebat, staat de fielder dan ten opzichte van de batsman dan op dezelfde plaats.
Een speler mag maar een bepaald aantal overs per wedstrijd bowlen, meestal komt dit erop neer dat een speler maximaal 20% van het maximumaantal overs in de wedstrijd mag bowlen. In eendaagscricket is dit vaak tien overs, bij Twenty20 is dit vier overs en in testmatch-cricket is er een maximumaantal overs per dag. Deze restrictie moet voorkomen dat de hele wedstrijd door twee spelers per partij wordt gebowld, wat niet de bedoeling is van het spel.
Een over heeft niet altijd uit zes ballen bestaan. In het verleden waren overs van vier of acht ballen soms gebruikelijk.